# Namibia en los Juegos Olímpicos de Río de Janeiro 2016
Namibia participó en los Juegos Olímpicos de Río de Janeiro 2016 con un total de diez deportistas, que compitieron en cuatro deportes. El boxeador Jonas Junius fue el abanderado en la ceremonia de apertura.

## Participantes
Atletismo
- Mynhardt Kawanivi (maratón masculino)[2]
- Alina Armas (maratón femenino)[2]
- Helalia Johannes (maratón femenino)[2]
- Beata Naigambo (maratón femenino)[2]

Boxeo
- Mathias Hamunyela (peso minimosca masculino)[2]
- Jonas Junius (peso superligero masculino)[2]

Ciclismo
- Dan Craven (ruta masculino)[2]
- Vera Adrian (ruta femenino)[2]
- Michelle Vorster (campo a través femenino)[2]

Tiro
- Gaby Ahrens (foso femenino)[2]